# Belgische Vorentscheidungen zum Eurovision Song Contest
In den meisten Jahren fanden in Belgien nationale Vorentscheidungen statt, um den Kandidaten für die Eurovision zu finden.
Nur in den Jahren 1964, 1990, 1991, 2003, 2007, 2009, 2010 und 2014 fand eine interne Auswahl statt. Aus dem Jahr 1956 gibt es keine Information über die Vorentscheidung.

## Namen
Die heutigen flämischen Vorentscheidungen haben meist den Namen Eurosong. 1957 hieß die Vorentscheidung De T.V. Maakt Muziek, 1970 hieß sie Chanson euro '70.

## Formate
In über 50 Jahren belgischer Teilnahme am Contest bedienten sich VRT und RTBF verschiedener Formate:
- 1957 stellte der zuvor ausgewählte Sänger Bobbejan Schoepen drei Titel vor.
- 1959 fanden zwei Semifinals à neun Liedern vor dem Finale statt. Der Bestplatzierte qualifizierte sich für das Finale.
- 1970 fanden zwei Semifinals statt, aus dem sich die Top3 fürs Finale qualifizierten.
- 1993, 1996, 1999, 2002 und 2004 fanden vor dem Finale auch Semifinals statt.
- 2006 und 2008 fanden sogar Viertelfinalrunden statt.
- 2014 wurde die Vorentscheidung als Castingshow aufgestellt und enthielt neben dem Finale auch drei Semifinals und mehrere Auditions.

## De T.V. Maakt Muziek 1957
Bobbejaan Schoepen stellte drei Titel vor. Eine Expertenjury kürte den Sieger.
| Nr. | Song                      | Übersetzung                | Platz |
| --- | ------------------------- | -------------------------- | ----- |
| 01  | Straatdeuntje             | Straßenmelodie             | 1     |
| 02  | Zomernacht in "Gay Paree" | Sommernacht in "Gay Paree" | -     |
| 03  | Het beeld van mijn moder  | Das Bild meiner Mutter     | -     |

## Vorentscheid 1959
Die Gewinner der beiden Semifinals, Joe Leemans und Bob Benny, stellten ihre Beiträge noch einmal vor.
| Nr. | Interpret   | Song              | Übersetzung        | Platz |
| --- | ----------- | ----------------- | ------------------ | ----- |
| 01  | Joe Leemans | Levenssymphonie   | Lebenssymphonie    | 2     |
| 02  | Bob Benny   | Hou touch van mij | So liebe mich doch | 1     |

## Vorentscheid 1960
Am 24. Januar 1960 die belgische Vorentscheidung statt. Es konkurrierten fünf Kandidaten um das Ticket nach London.
| Nr. | Interpret     | Song                  |
| --- | ------------- | --------------------- |
| 01  | Mary-Thé      | A plein cœur          |
| 02  | Lily Vincent  | Il y a bien longtemps |
| 03  | Fud Leclerc   | Mon amour pour toi    |
| 04  | Solange Berry | On m'attend           |
| 05  | Ferry Devos   | Vieux carnet          |

Solange Berry vertrat Luxemburg beim Eurovision Song Contest 1958 in Hilversum. Sie erreichte damals Platz 9. Fud Leclerc vertrat Belgien 1956 und 1958 sowie 1962 beim Contest und nahm 1960 an der schweizerischen Vorentscheidung teil.

## Eurosong 1993

### Semifinals
Aus den Semifinals qualifizierten sich je die besten drei Titel für das Finale.
| Nr. | Interpret       | Song                 | Übersetzung                | Platz |
| --- | --------------- | -------------------- | -------------------------- | ----- |
| 01  | Robin Nills     | Ballerina            | Ballerina                  | 2     |
| 02  | Kim             | Voor jou alleen      | Nur für dich               | 4     |
| 03  | Paul Anderson   | Als je gaat          | Wenn du gehst              | 10    |
| 04  | Glow            | Loop me niet voorbij | Lass mich nicht vorbei     | 5     |
| 05  | Marleen         | Morgen weer gewoon   | Morgen wird gewöhnlich     | 6     |
| 06  | Freddie Bierset | Europa mijn land     | Europa, mein Land          | 8     |
| 07  | Lisa del Bo     | Vlinder              | Schmetterling              | 1     |
| 08  | Bert Decorte    | Africa               | Afrika                     | 3     |
| 09  | Liz Larssen     | Even vrij zijn       | Für einen Moment frei sein | 8     |
| 10  | Go Nutz         | Samen                | Zusammen                   | 7     |

Lisa del Bo vertrat Belgien beim Eurovision Song Contest 1996 in Oslo.
| Nr. | Interpret    | Song                      | Übersetzung                 | Platz |
| --- | ------------ | ------------------------- | --------------------------- | ----- |
| 01  | Petra        | Ga door                   | Gehe vorwärts               | 1     |
| 02  | Bart Marcoen | Vliegen op eigen vleugels | Auf eigenen Flügeln fliegen | 7     |
| 03  | Hugo Dellas  | Harlekijn                 | Clown                       | 8     |
| 04  | Lily West    | Verliefd, in love         | Verliebt, Verliebt          | 9     |
| 05  | Pol & Misj   | Whisky & tranen           | Whisky und Tränen           | 5     |
| 06  | Christoff    | Zend een S.O.S.           | Sende ein S.O.S.            | 4     |
| 07  | Mieke        | Waarom zou er vrede zijn  | Warum soll dort Friede sein | 2     |
| 08  | John Terra   | Heel gewoon               | Gewöhnlich                  | 6     |
| 09  | Nadia        | Vrij                      | Frei                        | 3     |
| 10  | Toast        | Samen zijn we sterk       | Zusammen sind wir stark     | 10    |

| Nr. | Interpret        | Song                   | Übersetzung                | Platz |
| --- | ---------------- | ---------------------- | -------------------------- | ----- |
| 01  | Vera Wesenbeek   | Jij                    | Du                         | 5     |
| 02  | Leopold 3        | Vergeet mij nietje     | Vergess mich nicht         | 1     |
| 03  | Karin Recour     | Stad van blauwe wolken | Stadt der blauen Wolken    | 9     |
| 04  | Erik Ahlens      | Laat ons dansen        | Lass uns tanzen            | 8     |
| 05  | Wendy van Wanten | Zonder verklaring      | Ohne Erklärung             | 3     |
| 06  | Bart Hermann     | Ik ga dood aan jou     | Ich würde für dich sterben | 2     |
| 07  | Gene Summer      | In jouw handen         | In deinen Händen           | 6     |
| 08  | Dominique        | Een klein gebaar       | Eine kleine Geste          | 7     |
| 09  | Ingrid Verhulst  | Voel je goed           | Gut fühlen                 | 10    |
| 10  | Stampen & Dagen  | Ik wil jou             | Ich will dich              | 4     |

| NR. | Interpret         | Song                | Übersetzung                | Platz |
| --- | ----------------- | ------------------- | -------------------------- | ----- |
| 01  | Rostevrij         | Noem het maar geluk | Nenne es einfach glücklich | 2     |
| 02  | Ricky Fleming     | Helemaal            | Vollständig                | 8     |
| 03  | Wim Ravell        | Alles doen          | Alles tun                  | 2     |
| 04  | Johan Lotigieters | Die mooie uren      | Diese wundervollen Stunden | 9     |
| 05  | Sha-Na            | Liefde              | Liebe                      | 5     |
| 06  | John Palmer       | Waterman            | Wassermann                 | 10    |
| 07  | Samantha Gilles   | Vlieg met me weg    | Flieg mit mir weg          | 6     |
| 08  | Patrick Onzia     | Lena                |                            | 4     |
| 09  | Barbara           | Iemand als jij      | Jemand wie du              | 1     |
| 10  | Illusion          | Vannacht            | Heute Nacht                | 5     |

### Finale
| Nr. | Interpret        | Song                    | Platz |
| --- | ---------------- | ----------------------- | ----- |
| 01  | Nadia            | Vrij                    | 2     |
| 02  | Wendy van Wanten | Zonder verklaring       | 9     |
| 03  | Roestvrij        | Noem het maar geluk     | 5     |
| 04  | Leopold 3        | Vergeet-mij-nietje      | 4     |
| 05  | Petra            | Ga door                 | 10    |
| 06  | Lisa del Bo      | Vlinder                 | 3     |
| 07  | Robin Nills      | Ballerina               | 12    |
| 08  | Bart Herman      | Ik ga dood an jou       | 6     |
| 09  | Wim Ravell       | Alles doen              | 8     |
| 10  | Barbara          | Iemand als jij          | 1     |
| 11  | Bert Decorte     | Africa                  | 11    |
| 12  | Mieke            | Waarom zou er vredezijn | 7     |

## Eurosong 2006
siehe: Eurosong 2006

## Eurosong 2008
siehe: Eurosong 2008

## Eurosong 2010
2010 hat der flämische Rundfunk VRT von einer klassischen Vorentscheidung abgesehen und Sänger und Lied intern gewählt. Tom Dice stellte seinen Beitrag Me and my guitar in einer Fernsehshow mit dem Namen Eurosong 2010: een song voor Tom Dice vor.

## Eurosong 2012
2012 wählte der VRT den Interpreten wieder intern, es wurde die 16-jährige Laura Van den Bruel, die in Baku als Iris auftreten wird. In der am 17. März 2012 ausgestrahlten Show Eurosong 2012 - Een lied voor Iris stellte die Sängerin zwei Lieder vor, entschieden wurde per Telefonvoting. Letztlich setzte sich Would you gegen Safety net mit 53 % der Stimmen durch.

## Eurosong 2016

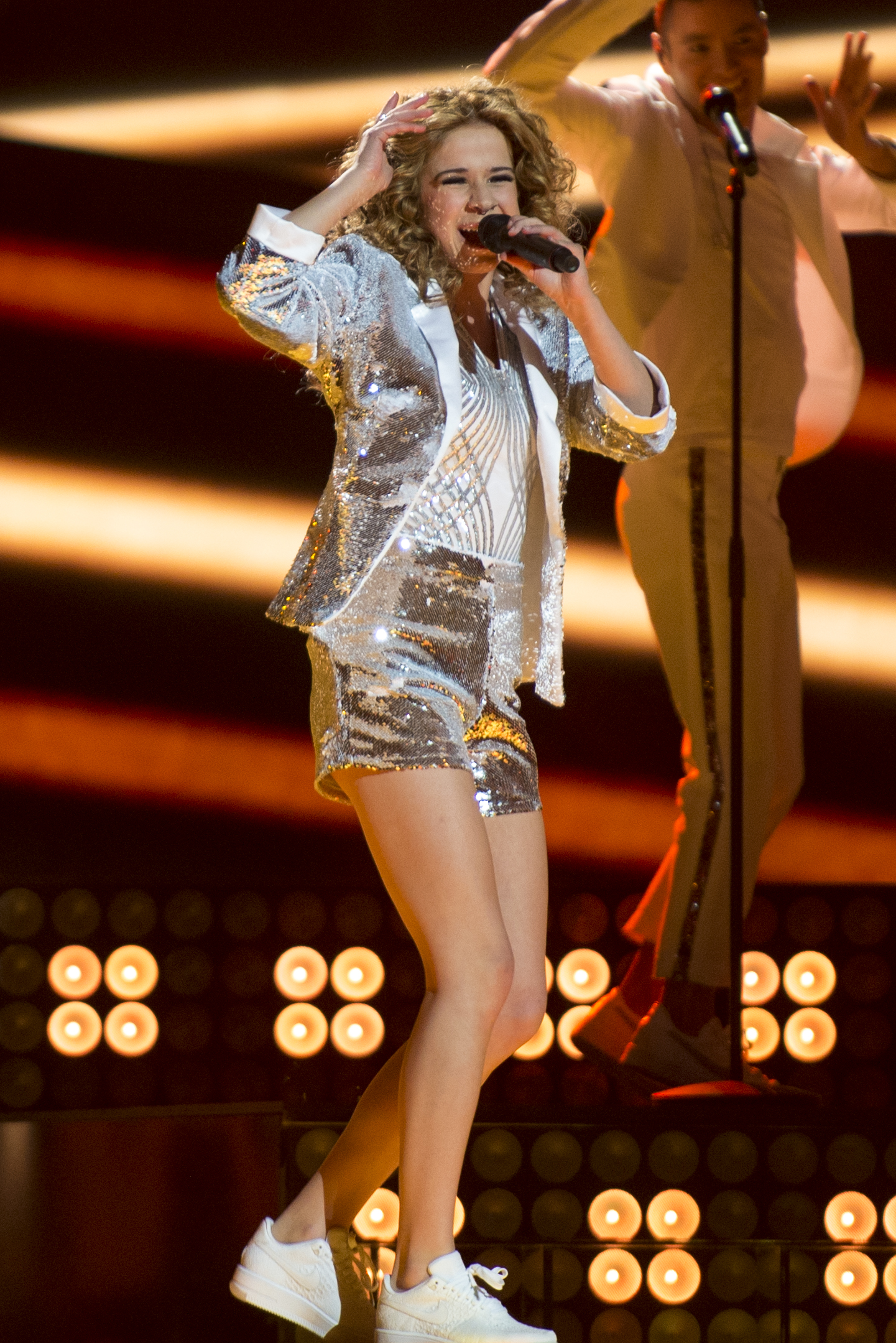
Die Gewinnerin der belgischen Vorentscheidung: Laura Tesoro

Nach einer internen Auswahl 2015 kehrt Belgien 2016 zu einem nationalen Vorentscheid zurück. Der Sender verantwortliche VRT rief Künstler und Komponisten auf sich zu bewerben.
Am 16. November 2015 wurden folgende fünf Kandidaten präsentiert, die am 17. Januar 2016 im Finale des Eurosong antreten:
- Adil Aarab
- Amaryllis Uitterlinden
- Astrid Destuyver
- Laura Tesoro
- Tom Frantzis

### Erste Sendung
In der ersten Sendung am 3. Januar 2016, 20:25 Uhr (MEZ) präsentierten die Kandidaten ein Cover eines zuvor ausgewählten Liedes. Dabei handelt es sich um Lieder von fünf verschiedenen Teilnehmern des Eurovision Song Contests:
| Interpret              | Cover                                 |
| ---------------------- | ------------------------------------- |
| Adil Aarab             | Hold Me Now von Johnny Logan          |
| Amaryllis Uitterlinden | Euphoria von Loreen                   |
| Astrid Destuyver       | Everyway That I Can von Sertab Erener |
| Laura Tesoro           | Düm Tek Tek von Hadise                |
| Tom Frantzis           | Rhythm Inside von Loïc Nottet         |

### Zweite Sendung
In einer zweiten Sendung am 10. Januar 2016 wurden die Lieder vorgestellt. Beverly Jo Scott und Tom Helsen gaben als Experten den Künstlern ein Feedback.
| Interpret              | Lied Musik (M) und Text (T)                                                                       |
| ---------------------- | ------------------------------------------------------------------------------------------------- |
| Adil Aarab             | In Our Nature M/T: Adil Arab, Bas Kennis, Will Knox, Joes Brands                                  |
| Amaryllis Uitterlinden | Kick the Habit M/T: Amaryllis Uitterlinden                                                        |
| Astrid Destuyver       | Everybody Aches M/T: Niko Westelinck                                                              |
| Laura Tesoro           | What's The Pressure M: Sanne Putseys, Birsen Uçar; T: Sanne Putseys, Louis Favre, Yannick Werther |
| Tom Frantzis           | I'm Not Lost M/T: Tom Frantzis, Yves Gaillard                                                     |

### Finale
Im Finale am 17. Januar 2016 konnte sich Laura Tesoro mit What’s the Pressure durchsetzen. Diesmal fungierten Hadise und Christer Björkman als Experten. In einer ersten Runde entschieden die Zuschauer und eine internationale Jury aus zehn anderen europäischen Ländern jeweils zur Hälfte über die beiden Teilnehmer des Super-Finales. Im Super Finale wurde der Sieger von den belgischen Zuschauern per Televoting ausgewählt.

#### Erste Runde
| Platz | Startnr. | Interpret              | Lied                | Punkte | Punkte    | Punkte |
| Platz | Startnr. | Interpret              | Lied                | Jury   | Zuschauer | Gesamt |
| ----- | -------- | ---------------------- | ------------------- | ------ | --------- | ------ |
| 1.    | 2        | Laura Tesoro           | What’s the Pressure | 107    | 120       | 227    |
| 2.    | 3        | Tom Frantzis           | I’m Not Lost        | 100    | 100       | 200    |
| 3.    | 1        | Adil Aarab             | In Our Natur        | 079    | 080       | 159    |
| 4.    | 5        | Astrid Destuyver       | Everybody Aches     | 065    | 060       | 125    |
| 5.    | 4        | Amaryllis Uitterlinden | Kick the Habit      | 079    | 070       | 149    |

Übersicht der Wertung der internationalen Jury
| Startnr. | Interpret              | Lied                | SE | AZ | GR | LV | FR | NL | GB | ME | IE | HU | Jury Gesamt |   |            |               |   |    |   |   |   |    |   |   |   |   |     |
| -------- | ---------------------- | ------------------- | -- | -- | -- | -- | -- | -- | -- | -- | -- | -- | ----------- | - | ---------- | ------------- | - | -- | - | - | - | -- | - | - | - | - | --- |
| Startnr. | Interpret              | Lied                | SE | AZ | GR | LV | FR | NL | GB | ME | IE | HU | Jury Gesamt | 1 | Adil Aarab | In Our Nature | 8 | 10 | 7 | 8 | 7 | 10 | 8 | 7 | 7 | 7 | 079 |
| 2        | Laura Tesoro           | What’s the Pressure | 10 | 8  | 10 | 12 | 12 | 12 | 7  | 12 | 12 | 12 | 107         |   |            |               |   |    |   |   |   |    |   |   |   |   |     |
| 3        | Tom Frantzis           | I’m Not Lost        | 12 | 12 | 12 | 10 | 10 | 8  | 12 | 8  | 8  | 8  | 100         |   |            |               |   |    |   |   |   |    |   |   |   |   |     |
| 4        | Astrid Destuyver       | Everybody Aches     | 6  | 6  | 8  | 7  | 8  | 6  | 6  | 6  | 6  | 6  | 065         |   |            |               |   |    |   |   |   |    |   |   |   |   |     |
| 5        | Amaryllis Uitterlinden | Kick the Habit      | 7  | 7  | 6  | 6  | 6  | 7  | 10 | 10 | 10 | 10 | 079         |   |            |               |   |    |   |   |   |    |   |   |   |   |     |

#### Super Finale
| Platz | Interpret    | Lied                |
| ----- | ------------ | ------------------- |
| 1.    | Laura Tesoro | What's the Pressure |
| 2.    | Tom Frantzis | I'm Not Lost        |

## Junior Eurosong
Für den Junior Eurovision Song Contest war zunächst auch vorgesehen, dass sich VRT und RTBF abwechseln. Dies wurde zunächst auch beibehalten. 2005, als Belgien Gastgeber war und beide Rundfunkanstalten die Zuständigkeit trugen, fand ein gemeinsamer Vorentscheid statt. Danach zog sich der RTBF jedoch mangels Interesse in Wallonien zurück, seitdem wurden alle Beiträge vom VRT bestimmt. Die Vorentscheidung hieß zunächst Eurosong for Kids, nunmehr Junior Eurosong. Seit 2010 wird die Vorentscheidung auf Ketnet ausgestrahlt, davor lief sie noch (wie auch weiterhin der JESC) auf één.
2009 wurde ein besonderer Modus angewendet: Alle Beiträge wurden in zwei Versionen vorgestellt. Die Gewinner der Halbfinals zogen mit jeweils einer der beiden Versionen ins Finale ein. Vom Gewinner-Lied Zo Verliefd gab es zum Beispiel eine Classico-Variante und eine Yodelo-Variante. Laura Omloop gewann mit der gejodelten Version.